# Lavina cev
Lavina cev ali pirodukt je naravni vod, ki ga tvori lava, ki teče iz vulkanskega zračnika, ki se premika pod utrjeno površino toka lave. Če lava v cevi odteče, ostane za njo jama.

## Nastanek
Lavina cev je vrsta jame v lavi, ki nastane, ko tok lave z nizko viskoznostjo razvije neprekinjeno in trdo skorjo, ki se zgosti in tvori streho nad še vedno tekočim tokom lave. Cevi nastanejo na enega od dveh načinov: bodisi s prekrivanjem skorje na kanalih lave ali iz tokov pāhoehoe, kjer se lava premika pod površjem.
Lava običajno zapusti mesto izbruha v kanalih. Ti kanali po navadi ostanejo zelo vroči, saj je njihova okolica hladna. To pomeni, da počasi razvijajo stene okoli sebe, ko se okoliška lava ohlaja in/ali ko se kanal topi globlje. Ti kanali lahko postanejo dovolj globoki, da se prekrijejo s skorjo in tvorijo izolacijsko cev, ki ohranja lavo staljeno in služi kot kanal za tekočo lavo. Te vrste lavine cevi so po navadi bližje točki izbruha lave.
Dlje od točke izbruha lahko lava teče neusmerjeno, pahljačasto, ko zapusti svoj vir, ki je običajno druga cev lave, ki vodi nazaj do točke izbruha. Ta območja lave, ki se giblje po površini, se imenujejo pāhoehoe tokovi in se ohladijo, tako da tvorijo gladko ali hrapavo, vrvasto površino. Lava še naprej teče na ta način, dokler ne začne blokirati svojega vira. Na tej točki je podzemna lava še vedno dovolj vroča, da izbruhne na določeni točki, in od te točke se lava začne kot nov "vir". Lava teče od prejšnjega vira do te točke preboja, ko se okoliška lava toka pāhoehoe ohlaja. To tvori podzemni kanal, ki postane cev lave.

## Značilnosti
Široko polje toka lave je pogosto sestavljeno iz glavne cevi lave in niza manjših cevi, ki dovajajo lavo na sprednji del enega ali več ločenih tokov. Ko se dotok lave na koncu izbruha ustavi ali se lava preusmeri drugam, lava v cevnem sistemu odteče navzdol in pusti delno prazne jame.
Takšne izsušene cevi običajno kažejo oznake stopnic na svojih stenah, ki označujejo različne globine, v katerih je tekla lava, znane kot robovi toka ali črte toka, odvisno od tega, kako izrazito štrlijo iz sten. Lavine cevi imajo na splošno tla iz pāhoehoe, čeprav so ta pogosto prekrita z razpadom s stropa. V ceveh je mogoče najti različne kapnike, vključno z različnimi kapniškimi oblikami, splošno znanimi kot lavacikli (kot stalaktit), ki so lahko brizgajoči, 'zob morskega psa' ali cevaste različice. Lavacicli so najpogostejši kapniki lava cevi. Kapljični stalagmiti se lahko oblikujejo pod cevastimi lavinimi kapniki, slednji pa lahko preidejo v obliko, znano kot heliktit. Tekač je kroglica lave, ki se iztisne iz majhne odprtine in nato teče po steni. Lavine cevi lahko vsebujejo tudi mineralne usedline, ki so najpogosteje v obliki skorje ali majhnih kristalov, redkeje pa v obliki stalaktitov in stalagmitov. Nekateri stalagmiti lahko vsebujejo osrednji kanal in se razlagajo kot rogovi, iztisnjeni iz dna cevi.
Lavine cevi so lahko široke do 14–15 metrov, čeprav so pogosto ožje in potekajo od 1 do 15 metrov pod površjem. Lahko so tudi izjemno dolge; ena cev iz toka Mauna Loa 1859 vstopi v ocean približno 50 kilometrov od točke izbruha, sistem Cueva del Viento–Sobrado na Teideju na otoku Tenerife pa je dolg več kot 18 kilometrov zaradi obsežnega območja pletenega labirinta na zgornjih območjih sistema.
Sistem lavinih cevi v Kiami v Avstraliji je sestavljen iz več kot 20 cevi, od katerih so mnoge izbruhi iz glavne lave cevi. Največja od teh cevi ima premer 2 metra in ima stebričast spoj zaradi velike hladilne površine. Druge cevi imajo koncentrične in radialne spojne značilnosti. Cevi so polnjene zaradi nizkega naklona vgradnje.

## Izvenzemeljske cevi lave
Lunarne cevi lave so odkrili in jih proučevali kot možne človeške habitate, ki zagotavljajo naravno zaščito pred sevanjem.
Marsovske lavine cevi so povezane z neštetimi tokovi lave in kanali lave na bokih gore Olympus. Delno zrušene cevi lave so vidne kot verige jamskih kraterjev, pogosti pa so tudi široki pahljači lave, ki jih tvori lava, ki izvira iz nepoškodovanih podpovršinskih cevi.
Jame, vključno z lavinimi cevmi, veljajo za kandidate za biotope, zanimive za zunajzemeljsko življenje.

## Pomembni primeri
- Islandija
  - Surtshellir – Dolgo časa je bila to najdaljša znana lavina cev na svetu.[9]
- Kenya
  - Jama Leviathan – z 12,5 kilometra je najdaljša lavina cev v Afriki.[10]
- Južna Koreja
  - Jama Manjang – več kot 8 kilometrov dolga vec na otoku Čedžu, je priljubljena turistična točka.[11]
- Združene države
  - Jama Kazumura, otok Hawaii – Ne samo, da je najobsežnejša lava cev na svetu, ampak ima na 40,7 milj največji linearni obseg od vseh znanih jam.[12]